# Rosa Alice Branco
Rosa Alice Branco (Aveiro, 1950) é uma poetisa portuguesa.

Em dezembro de 2016, a sua obra O Gado do Senhor (Cattle of the Lord em inglês), foi seleccionada como um dos “10 Melhores Novos Livros para Ler em Dezembro» pela conceituada The Chicago Review of Books. Este livro traduzido por Alexis Levitin e publicado nos Estados Unidos pela Milkweed Editions.

## Obras
- Animais da Terra, Limiar (1988)
- O Desenvolvimento da Filosofia do Sugerir: a Percepção como Operação Interpretativa, tese de mestrado (1990)
- Monadologia Breve, Limiar (1991)
- O Que falta ao Mundo para ser Quadro, Limiar (1993)
- A Mão Feliz. Poemas D(e)ícticos, Limiar (1994)
- O Único Traço de Pincel, Limiar (1997)
- Da Alma e dos Espíritos Animais, Campo das Letras (2001)
- Soletrar o Dia, Quasi Edições (2002)
- Animal Volátil, Edições Afrontamento (2005) - juntamente com Casimiro de Brito
- O Mundo Não Acaba no Frio dos Teus Ossos, Quasi Edições (2009)
- Gado do Senhor, & Etc. (2011)
- Gado e o Gado, & Gado (2018)